# Кэньдин (национальный парк)
Кэньдин — один из старейших национальных парков Тайваня. Расположен в южной оконечности острова и имеет площадь 333 км². Парк известен своими коралловыми рифами, водопадами, песчаными пляжами и маяком.
На территории парка также находится самая южная точка Тайваня, а также многочисленные пляжи, в том числе заповедные.
Каждый год в начале апреля в Кэньдине проходит рок-фестиваль «Spring Scream», который собирает до 300 рок-групп со всего мира.
Поселок Кэньдин, по имени которого и назван парк, состоит всего из одной улицы с магазинами, барами и отелями, а также ночным рынком.

## Галерея

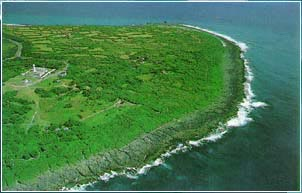
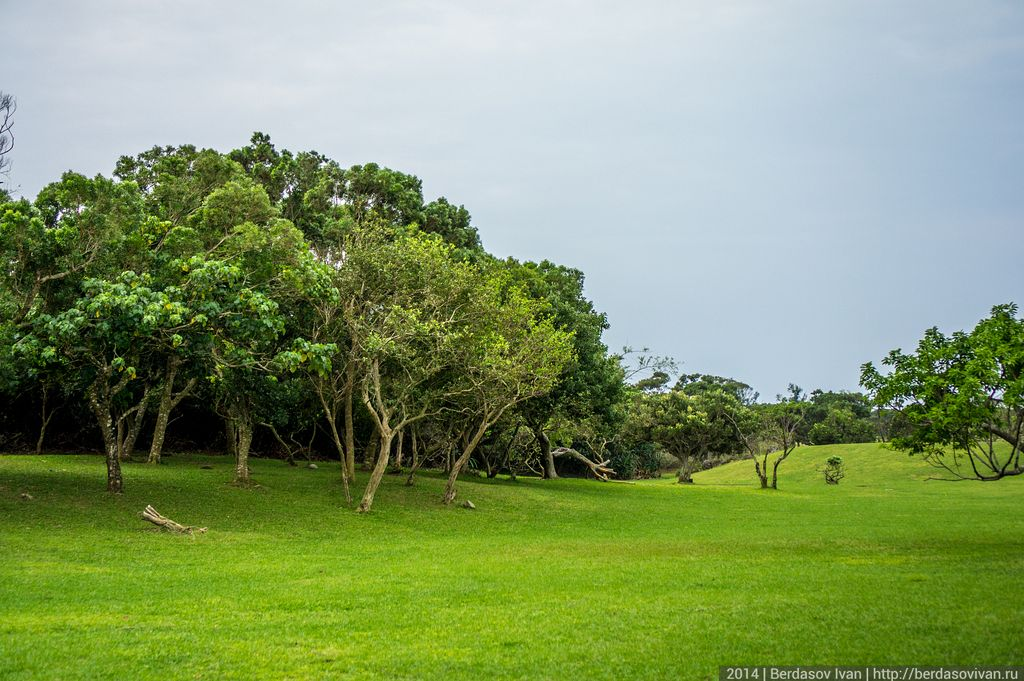
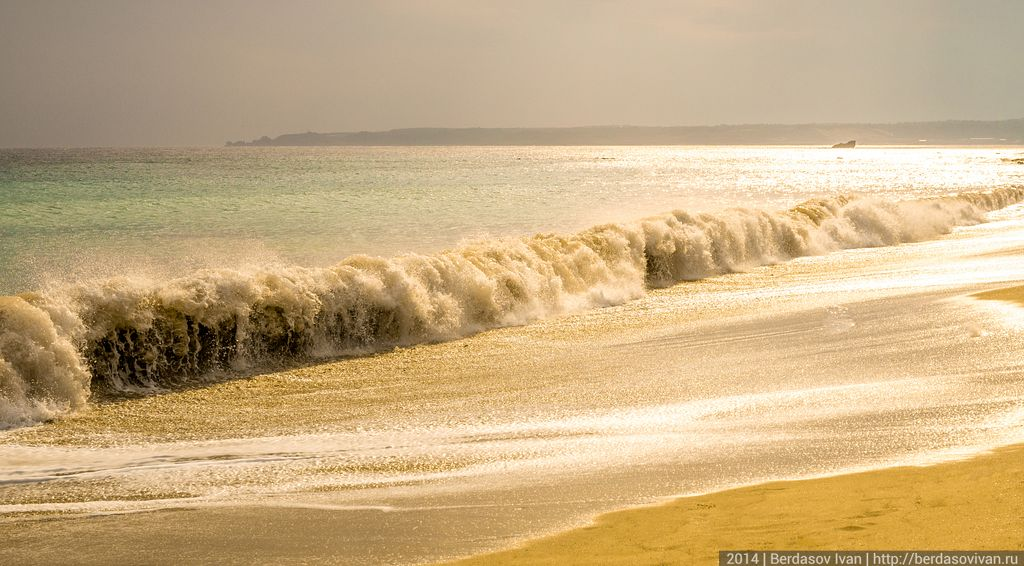
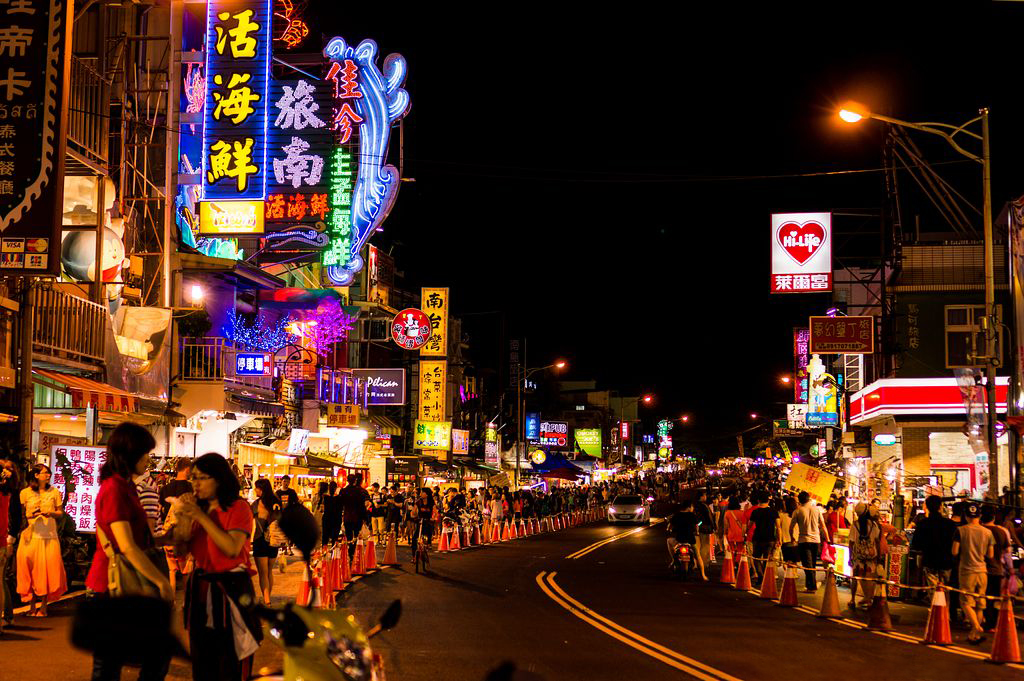